# Satyrus ocellatus
Satyrus ocellatus är en fjärilsart som beskrevs av Aigner 1907. Satyrus ocellatus ingår i släktet Satyrus och familjen praktfjärilar. Inga underarter finns listade.